# Цна (приток Гайны)
Цна (бел. Цна) — река в Минской области Белоруссии, левый приток Гайны.

## Этимология
По версии М. Фасмера, название Цна происходит от *Тъсна, как и Тосна. В качестве языковых параллелей он предлагает древне-прусское tusna — «тихий», авестийское tušna, tušni — «тихий», и древнеиндийское tūṣṇī́m — «тихо», а также слово с другой ступенью чередования — тушить. Вариант происхождения гидронима от из *Дьсна и сближение с Десна́ считается менее вероятным. Согласно В. Н. Топорову и О. Н. Трубачеву, название реки Цна имеет балтское происхождение. Считается, что гидроним претерпел такую эволюцию: *Тъсна < балтск. *Tusna. Балтский первоисточник указывается как др.-прусск. tusnan «тихий». Однако они считали, что приток Оки Цна (одна из рек, носящих это название) другого происхождения.

## Физико-географическая характеристика
Длина реки — 66 км, площадь водосборного бассейна — 609 км², среднегодовой расход воды в устье — 4,1 м³/с, средний уклон реки 0,6 м/км.
Река начинается у деревни Литвичи Логойского района близ границы с Витебской областью. Исток Цны находится на глобальном водоразделе Чёрного и Балтийского морей, неподалёку берёт начало Лонва (приток Вилии). Генеральное направление течения — юго-восток, затем — юг. Большая часть течения реки проходит по Логойскому району, в среднем течении Цна образует его границу с Борисовским районом, а заключительные километры течения проходят по Смолевичскому району. В верховьях до впадения Васильчанки также называется Красная.
Водосбор реки находится в северной части Минской возвышенности. Долина трапециевидной формы, местами невыразительная. Ширина долины 1-2 км, местами до 3,5 км. Склоны долины пологие, высотой от 3-4 м в верховье до 30 м в нижнем течении. Русло канализировано на всём протяжении, за исключением 14 км от истока и 2 км от устья. Река используется в качестве водоприемников мелиоративных систем.
Основные притоки — Васильчанка, Пядонь (слева); Черница, Лавоша, Маковза, Студенец (справа).
Река протекает сёла и деревни Прусевичи, Глебовщина, Торосино, Дальковичи, Губа, Стоецкие, Липки, Цна, Таковщина, Мостище, Заберёзовка.
Впадает в Гайну у села Сутоки. Ширина реки у устья — 20 м, скорость течения 0,3 м/с.